# Han (Ethnie)
Die Han (chinesisch 漢人 / 汉人, Pinyin Hànrén – „Mensch des Han-Reiches; Menschen des Han-Volkes“) bzw. das Han-Volk (漢族 / 汉族,  Hànzú – „Volk der Han“) sind mit rund 1,3 Milliarden die größte Volksgruppe der Welt und machen über 18 % der Weltbevölkerung aus. Heute machen die Han etwa 92 % der Gesamtbevölkerung der Volksrepublik China (Han-Chinesen), rund 97 % der Gesamtbevölkerung der Republik China (Taiwan) (Han-Taiwaner), rund 24 % der Gesamtbevölkerung Malaysias und rund 70 % der Gesamtbevölkerung Singapurs aus. Neben den Han gibt es in der Volksrepublik China noch 55 und in der Republik China 16 weitere offiziell anerkannte Völker, amtlich auch „Nationalitäten“ genannt.

## Bezeichnung
Der Begriff Han leitet sich von dem Han-Kaiserreich her, dessen Begründer Liu Bang seinen Machtbereich am Han-Fluss in der Hanzhong-Region aufbaute. Unter dem Han-Kaiserreich (206 v. Chr. bis 220 n. Chr.) bildete sich die Volksgruppe der Han heraus.
Auch andere Dynastien werden zur Eigenbenennung verwendet. So nannten sich die „südchinesischen Han“ oft „Tang“ (唐人,  Tángrén – „Mensch des Tang-Reiches“) nach der Tang-Dynastie (618 bis 907). Diese Bezeichnung wird teilweise heute noch regional bei der chinesischen Bevölkerung sowohl in Südchina als auch bei Auslandschinesen in der Diaspora auf der ganzen Welt und im südostasiatischen Ausland verwendet.
Davor waren die sinitischen Völker allgemein als Huaxia (华夏) bekannt. Heute wird der Name Huaxia oder Huaren als Synonym für Han- oder Tang-Chinesen benutzt. Auch einer der Namen Chinas, Zhonghua (中华; Huaxia der Mitte) leitet sich davon ab.

## Kultur
Die Han sind genetisch eines der homogensten Völker der Welt, jedoch kulturell keine rein homogene Gruppe. Besonders moderne staatliche Institutionen mit ihrem Drang zur Vereinheitlichung und Zentralisierung leugnen diese Heterogenität. Diese zeigt sich jedoch z. B. an den unterschiedlichen Han-Dialekten und an Bezeichnungen für Regionen und ihre Bewohner, die älter sind als das namensgebende Han-Kaiserreich (z. B. Wu oder Shu).
Untergruppen der Han sind zum Beispiel:
- die Gan in China (Jiangxi)
- die Hakka (Kejia) in China (Guangdong, Fujian, Jiangxi, Sichuan und Hainan), Indonesien, Malaysia, Singapur, Taiwan
- die Hoklo (Minnan) in China (Fujian, Guangdong und Hainan), Indonesien, Malaysia, Singapur, Taiwan
- die Kantonesen (Yue) in China (Guangdong, Guangxi), Indonesien, Malaysia, Singapur
- die Wu-Yue in China (Zhejiang, Jiangsu)
- die Tanka in China (Fujian, Guangdong, Guangxi, Hainan und Zhejiang)
- die Xiang in China (Hunan)

Die Kultur der Han ist deshalb teilweise durch Heterogenität und Variabilität gekennzeichnet. Die eigentlichen kulturbildenden Elemente sind die gemeinsame Han-Schrift, die zum Teil sehr unterschiedlichen Han-Dialekte und das Bewusstsein einer gemeinsamen Geschichte, Tradition und Abstammung.

## Geschichte
Das Volk der Han entstand ungefähr im 5. Jahrtausend v. Chr. Wie viele andere sinitische Völker sowie manche Nomaden der Mongolei gelten sie als Nachfahren der Huaxia und des Gelben Anführers Huangdi. Seit dem 7. Jahrhundert kam es immer wieder zu großen Wanderungsbewegungen der Han aus ihrem ursprünglichen Siedlungsraum heraus. Um die gemeinsame Abstammung zu betonen, werden Han-Chinesen, andere sinitische Völker und einige Nomaden wie Xianbei oder Tuoba als „Huaren“ (Hua-Volk) bezeichnet.
Innerhalb Chinas stiegen die Han mit der Zeit zur dominierenden und staatstragenden Kultur auf – eine Entwicklung, welche von der Zentralregierung bis heute gefördert wird, zum Beispiel durch Maßnahmen der staatlichen Erziehung und gezielte Ansiedelung von Han (Sinisierung) in Grenzregionen Chinas (Tibet, Xinjiang), was vielfach zu Protesten geführt hat, welche mit staatlichen Repressalien beantwortet wurden. Die Entwicklung der Han-Chinesen ihrerseits wurde vom 17. bis zum Anfang des 20. Jahrhunderts maßgeblich durch das Volk der Mandschu beeinflusst, das immer nur eine kleine Minderheit der chinesischen Völkerfamilie darstellte, aber während der Qing-Dynastie die Geschicke Chinas lenkte.
Die Han haben sich mit der Zeit in zahlreichen Teilen der Welt angesiedelt, vor allem in Südostasien. In vielen der dortigen Staaten bilden sie mittlerweile sehr große Minderheiten, vor allem in Malaysia und Thailand (siehe auch: Chinesischstämmige Thailänder). In Singapur stellen Han sogar die klare Bevölkerungsmehrheit. In Kambodscha fiel ein großer Teil der Han-Minderheit der Terrorherrschaft der Roten Khmer zum Opfer. Auch in Vietnam kam es zu Verfolgungen von Han (Boatpeople). In Indonesien kam es nach der Machtergreifung von General Suharto zu einem Völkermord an der Han-Minderheit des Landes mit Zehntausenden von Todesopfern. Heute leben nur noch etwa 3 Millionen Han-Chinesen in Indonesien und etwa 1 Million in Vietnam. Außerhalb Chinas lebende Han werden auch als Auslandschinesen bezeichnet.